# 新川 (西東京市)
新川（しんかわ）は、東京都西東京市〜練馬区に、かつて存在した河川。
この項では、西東京市と練馬区の両区間を記載する。

## 概要
東京都西東京市から練馬区に存在する廃河川。西東京市(旧　田無市・保谷市)練馬区の間に存在した、白子川上流部の支流。
途中に存在していた湧水と合流しながら、複雑に蛇行した経路を持っていた。
「上保谷のシマッポ」「ホリッコ」と呼ばれていた。

## 源流
東京都西東京市緑町一丁目。東京大学大学院農学生命科学研究科附属生態調和農学機構敷地内。

## 流路

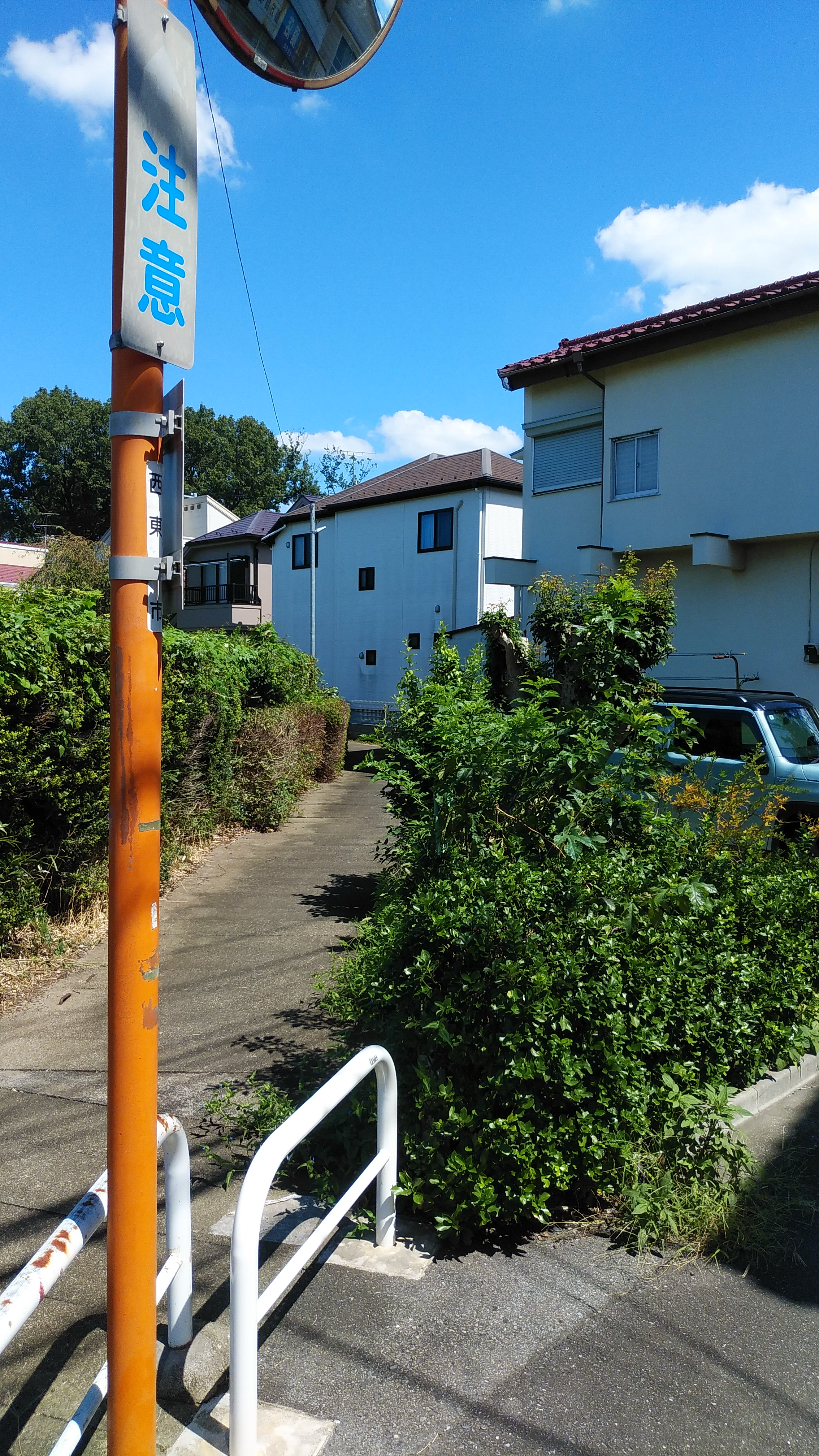
西東京市中町新川暗渠路地
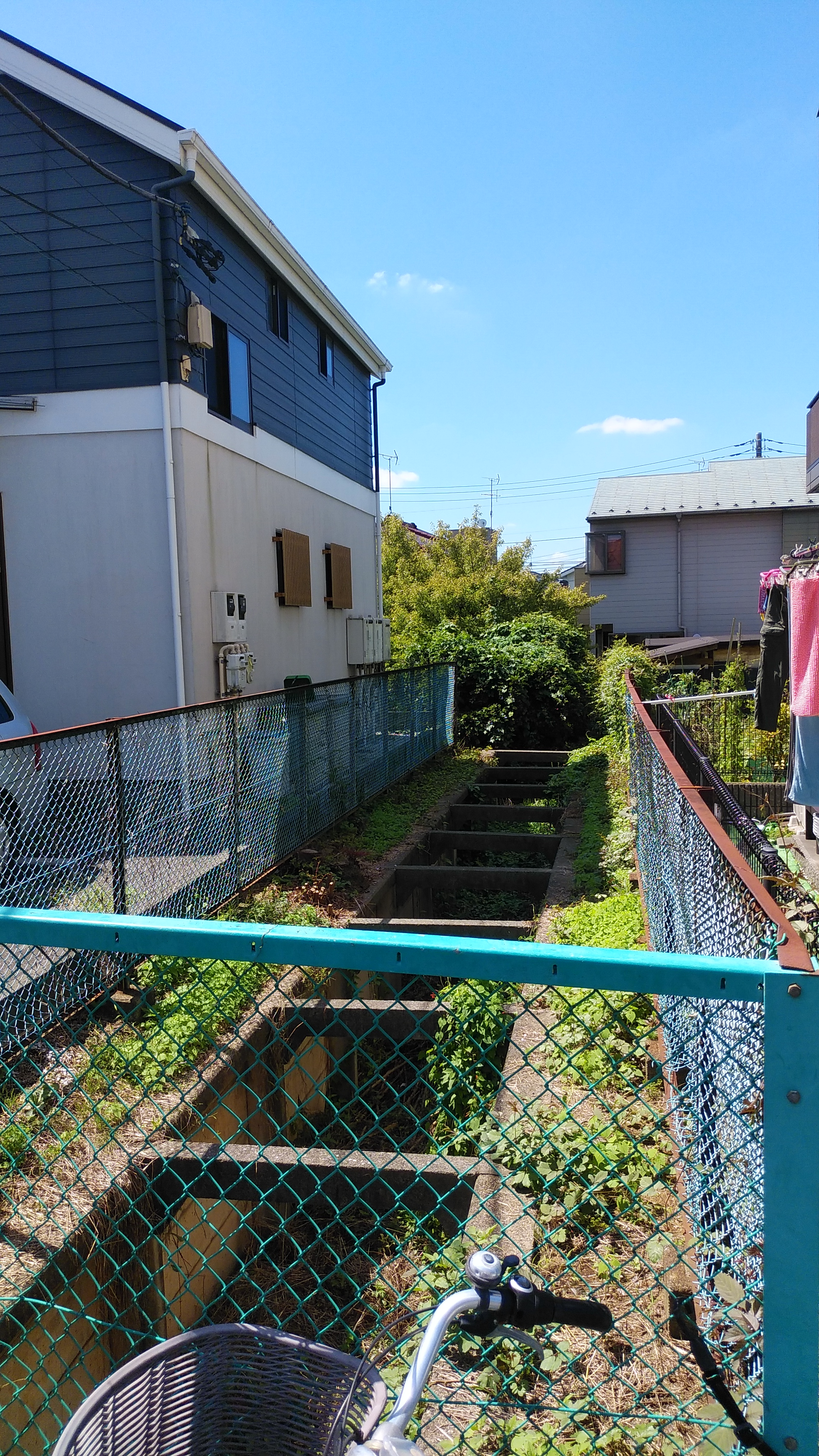
(東町5丁目22付近開渠)
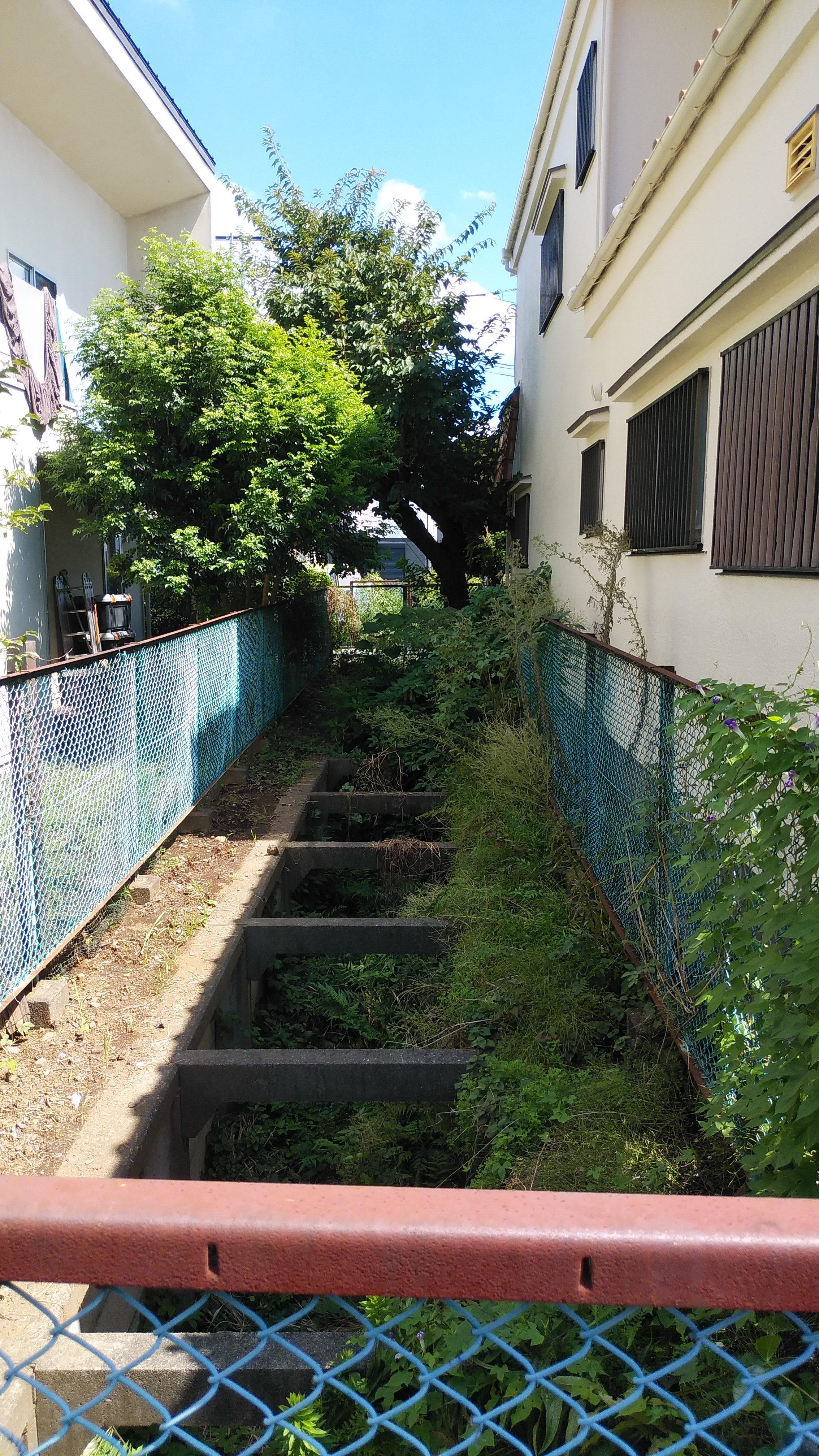
(東町5丁目22付近開渠)

上流部
東京大学生態調和農学機構敷地内から、かつて泉小学校があった方向へ流路を形成し、起点は南北２本存在していた。
北側の流路は、谷戸小学校南東部から谷戸町1丁目を北西に進路を取り、如意輪寺方面へ流路を形成。
南側の流路は、北原町3丁目第1公園付近から東進し二中通りに至り北へ進路を変る。
田無第二中学校東門から再度住宅地へ東進し、北原町１丁目３８番地の南側から東側境界線を沿う形で北へ経路を形成し、さらに住宅街を東進し北原町１丁目１３番地に至るが、その間の住宅街の経路は2020年台現在でもコンクリート蓋水路敷暗渠以外に開渠が残留する。
また、過去湧水が存在し流路が合流していた。そして如意輪寺付近で南北の流路が合流する。
保谷志木線と交差する歩道橋付近は、流路が谷間となる為高低差がわかる複雑な地形を形成。元西東京市立泉小学校付近の北側にコンクリート蓋暗渠として構造物を残す。
碧山通り東進。途中の伏見通りで流路は断絶されるが、西東京市保谷庁舎方面へ流れる。

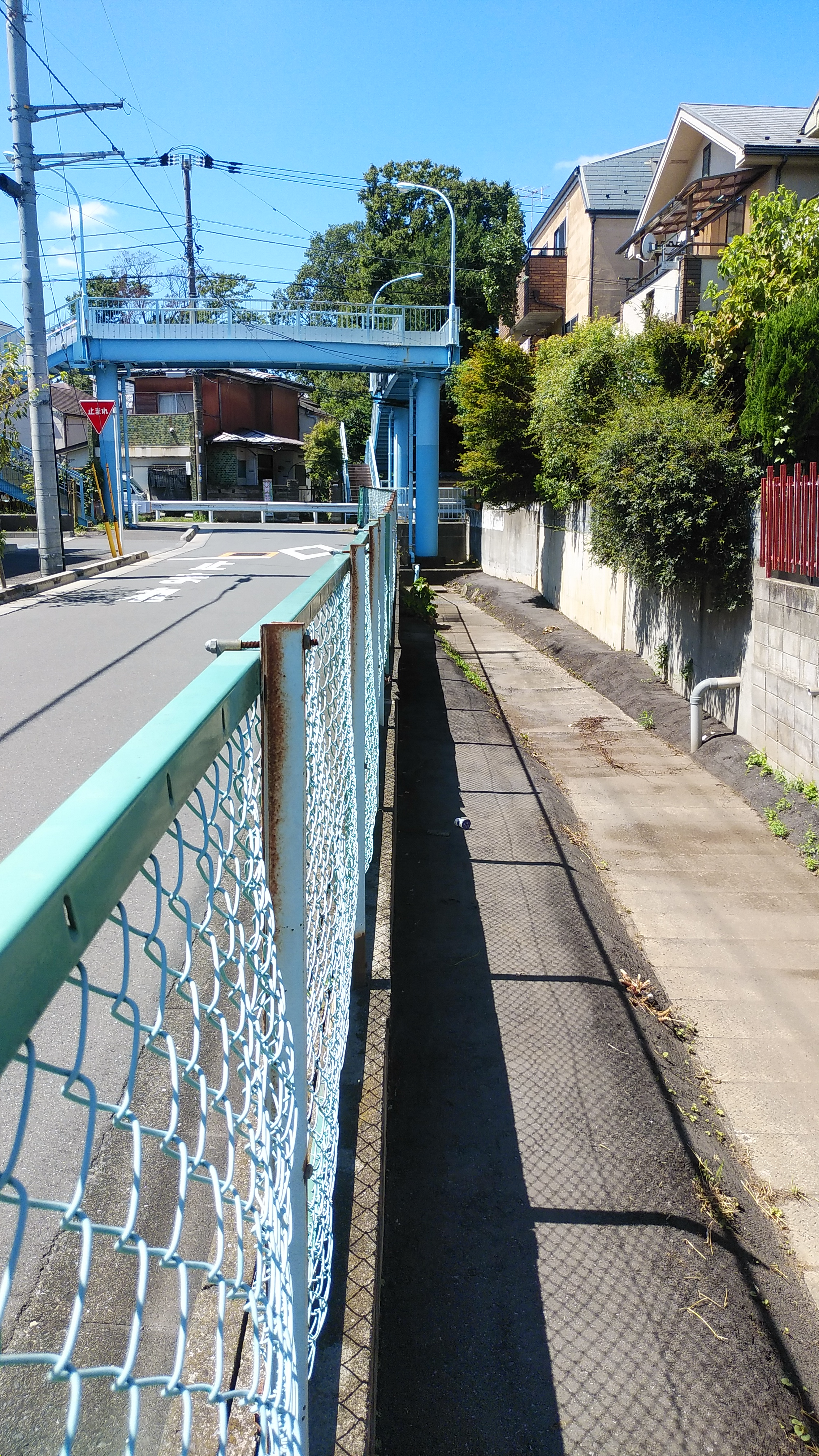
(泉町歩道橋部)
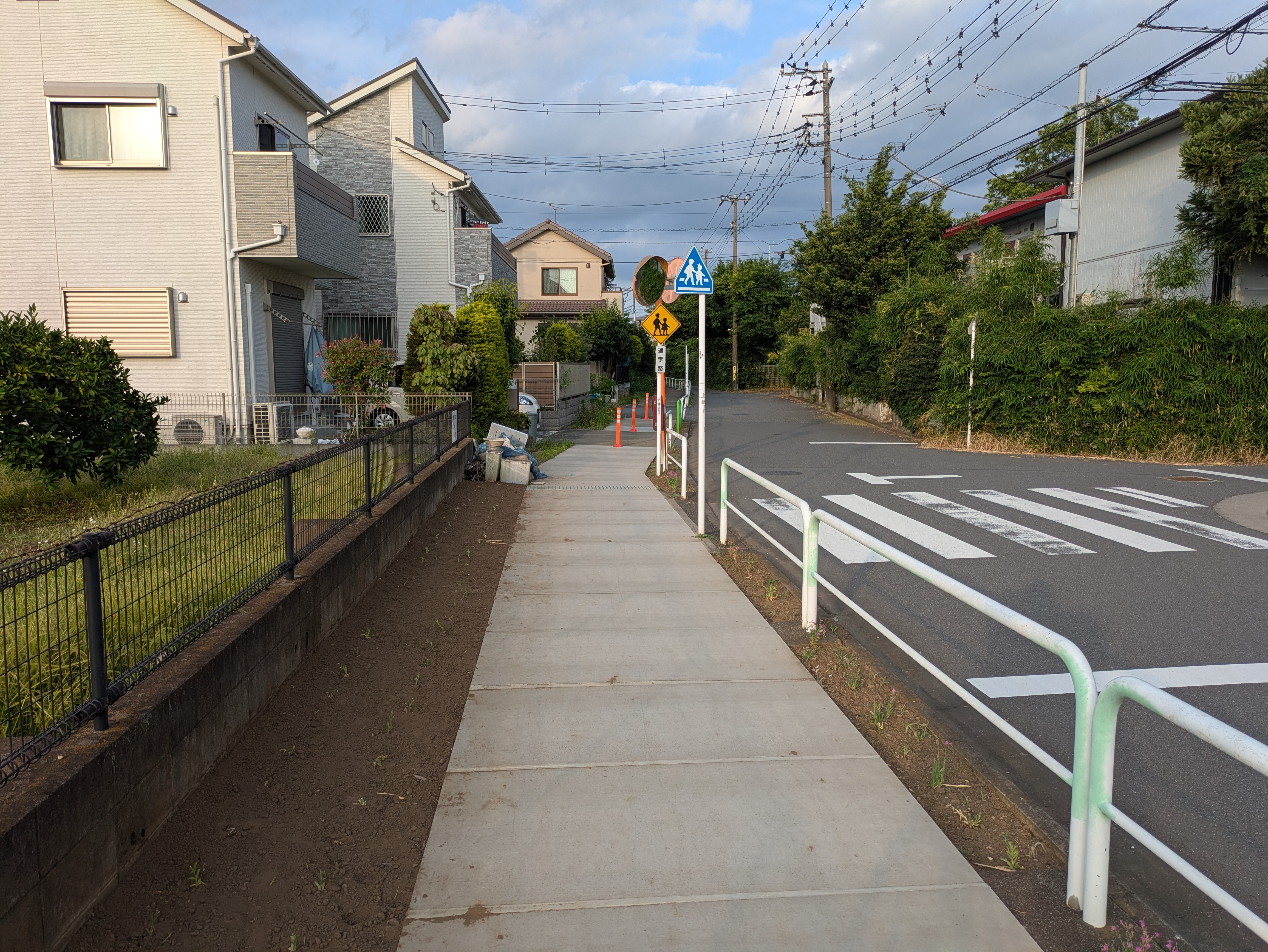
新川暗渠部。2025年現在、蓋部が更新されている。

下流部
西東京市保谷庁舎敷地内から南下。西東京市中町にある碧山小学校を経て天神山交差点周辺を、大きくS字型に蛇行しながらかつての谷部を北上。一部は開渠が残留する。
- 西東京市中町新川暗渠路地
- (東町5丁目22付近開渠)
- (東町5丁目22付近開渠)

練馬区内に入ると暗渠跡は路地として残留するから区間が存在し、南大泉図書館の南側を経て大泉井頭公園方面へ流れる。

## 流域
西東京市
- 緑町
- 谷戸町
- 北原町
- 泉町
- 中町
- 東町

練馬区
- 南大泉